# Ignacio Corleto

a Compétitions nationales et continentales officielles uniquement.

b Matchs officiels uniquement.
Dernière mise à jour le 8 septembre 2018.
Ignacio "Nani" Corleto, né le 21 juin 1978 à Buenos Aires (Argentine), est un ancien joueur de rugby argentin. Il a joué en équipe d'Argentine et évoluée au poste d'arrière ou ailier au sein de l'effectif du Stade français Paris (1,85 m pour 92 kg).

## Carrière

### En club
- 1999-2002 : RC Narbonne
- 2002-2009  : Stade français Paris

### En équipe nationale
Il a honoré sa première cape internationale en équipe d'Argentine le 15 septembre 1998 contre l'équipe du Japon.

## Palmarès

### En club
Avec le Stade Français
- Championnat de France de rugby à XV :
  - Vainqueur (3) : 2003, 2004 et 2007
- Coupe d'Europe de rugby à XV : 
  - Finaliste (1) : 2005

Avec Narbonne
- Bouclier européen :
  - Finaliste (1) : 2001 (défaite en prolongations face aux Harlequins de Londres)

### En équipe nationale
- 37 sélections en équipe d'Argentine (1998-2007)
- 14 essais, 1 drop (73 points)
- Sélections par année : 3 en 1998, 4 en 1999, 4 en 2000, 3 en 2001, 6 en 2002, 7 en 2003, 2 en 2006, 7 en 2007

En coupe du monde :
- 2003 : 2 sélections (Australie, Irlande)
- 1999 : 3 sélections (Japon, Irlande, France)
- 2007 : 7 sélections (France, Géorgie, Namibie, Irlande, Écosse, Afrique du Sud, France)